# Kaza Kajami-Keane
Kaza Kajami-Keane (Ajax,  27 de enero de 1994) es un baloncestista canadiense que pertenece a la plantilla del KK Spartak Subotica de la Liga Serbia de Baloncesto. Con 1,85 metros de estatura, juega en la posición de base.

## Trayectoria deportiva
Es un base formado a caballo entre varias universidades ya que jugó dos temporadas con Illinois State Redbirds, una temporada con Cleveland State Vikings (2014–2015) y dos temporadas con Carleton Ravens (2015–2017). Tras no ser elegido en el Draft de la NBA de 2017, Kajami-Keane hizo su debut profesional en la temporada 2017-18 con Raptors 905 en la NBA G-League en la que promedió 6.3 puntos y 4.2 asistencias en 18.5 minutos por partido. 
En agosto de 2018, Kajami-Keane firmó con Landstede Zwolle de la Dutch Basketball League. El 1 de junio de 2019, Kajami-Keane ganó el campeonato DBL con Landstede, el primero en la historia del club y el base fue nombrado MVP de los Play-offs de DBL, después de promediar 18.3 puntos y 5.3 asistencias en 12 juegos de playoffs.
El 31 de julio de 2019, firma por el Mitteldeutscher BC de la Basketball Bundesliga.
El 20 de junio de 2024 fichó por el KK Spartak Subotica de la Liga Serbia de Baloncesto.

## Selección nacional
El 3 de diciembre de 2017, Kajami-Keane hizo su debut con la Selección de baloncesto de Canadá en una victoria por 94-67 sobre Brasil.